# Venio Losert
Venio Losert (Zavidovići, 1976. július 25. –) kétszeres olimpiai bajnok horvát válogatott kézilabdázókapus, edző.

## Pályafutása

### Klubcsapatban
Venio Losert a Badel Zagreb akadémiáján nevelkedett és itt mutatkozott be a horvát élvonalban is. A zágrábi csapattal 1993-ban, 1994-ben, 1995-ben, 1996-ban, 1997-ben, 1998-ban és 1999-ben horvát bajnok és a kupagyőztes volt, a Bajnokok Ligájában pedig három alkalommal is döntőt játszhatott.
1999-ben a spanyol élvonalba, a Garbel Saragosse csapatához igazolt. Mindössze egy szezont töltött itt, majd a Teka Cantabria játékosa lett. Újabb egy évet követően a Granollershez igazolt. Itt három szezont töltött, majd 2004-ben a Portland San Antonio csapatában folytatta pályafutását. 2005-ben megnyerte a spanyol bajnokságot a csapattal, 2006 nyarán pedig a Barcelonához igazolt. A 2006-2007-es szezonban a Copa del Reyt és a spanyol Szuperkupát is megnyerte a katalánokkal. 
2009 nyarán a szerződését nem újították meg. 2009 decemberében a francia első osztályú Créteil csapatában folytatta pályafutását, 2010-ben pedig visszatért Spanyolországba, az Ademar Leónhoz. 2012 nyarán a dán Kolding játékosa lett. 2012. novemberében csatlakozott a lengyel Targi Kielcéhez. A 2014-2015-ös szezonban a francia Montpellier Handball kapusa volt.

### A válogatottban
Losert minden sorozatot figyelembe véve 211 nemzetközi mérkőzést játszott a horvát válogatott színeiben. Az 1996-os és a 2004-es olimpián aranyérmet nyert. 1995-ben, 2005-ben és 2009-ben tagja volt a világbajnoki címet szerző horvát válogatottnak. A 2012-es olimpián ő volt a horvát delegáció zászlóvivője a megnyitóünnepségen.

## Edzőként
Pályafutása befejezése után 2016 és 2017 között a horvát válogatott kapusedzője volt, 2016 nyarán pedig az MKB Veszprém kapusedzője lett.

## Sikerei, díjai
Badel 1862 Zagreb
- Horvát bajnok (6): 1993-94, 1994–95, 1995–96, 1996–97, 1997–98, 1998–99
- Horvát kupagyőztes (6): 1994, 1995, 1996, 1997, 1998, 1999
- Bajnokok Ligája
  - döntős (4): 1995, 1997, 1998, 1999

Granollers
- EHF-kupa
  - döntős (1): 2002

Portland San Antonio
- Spanyol bajnok (1): 2004-05
- Spanyol Szuperkupa-győztes (1): 2004-05

Barcelona
- Copa del Rey (2): 2007, 2009
- Spanyol Szuperkupa-győztes (2): 2007, 2009
- Pirenees Leagues (2): 2006-07, 2007–08

Vive Targi Kielce
- Lengyel bajnok (1): 2013-14
- Lengyel kupagyőztes (1): 2014

Montpellier
- Ligakupa-győztes (1): 2014